# Amfilada

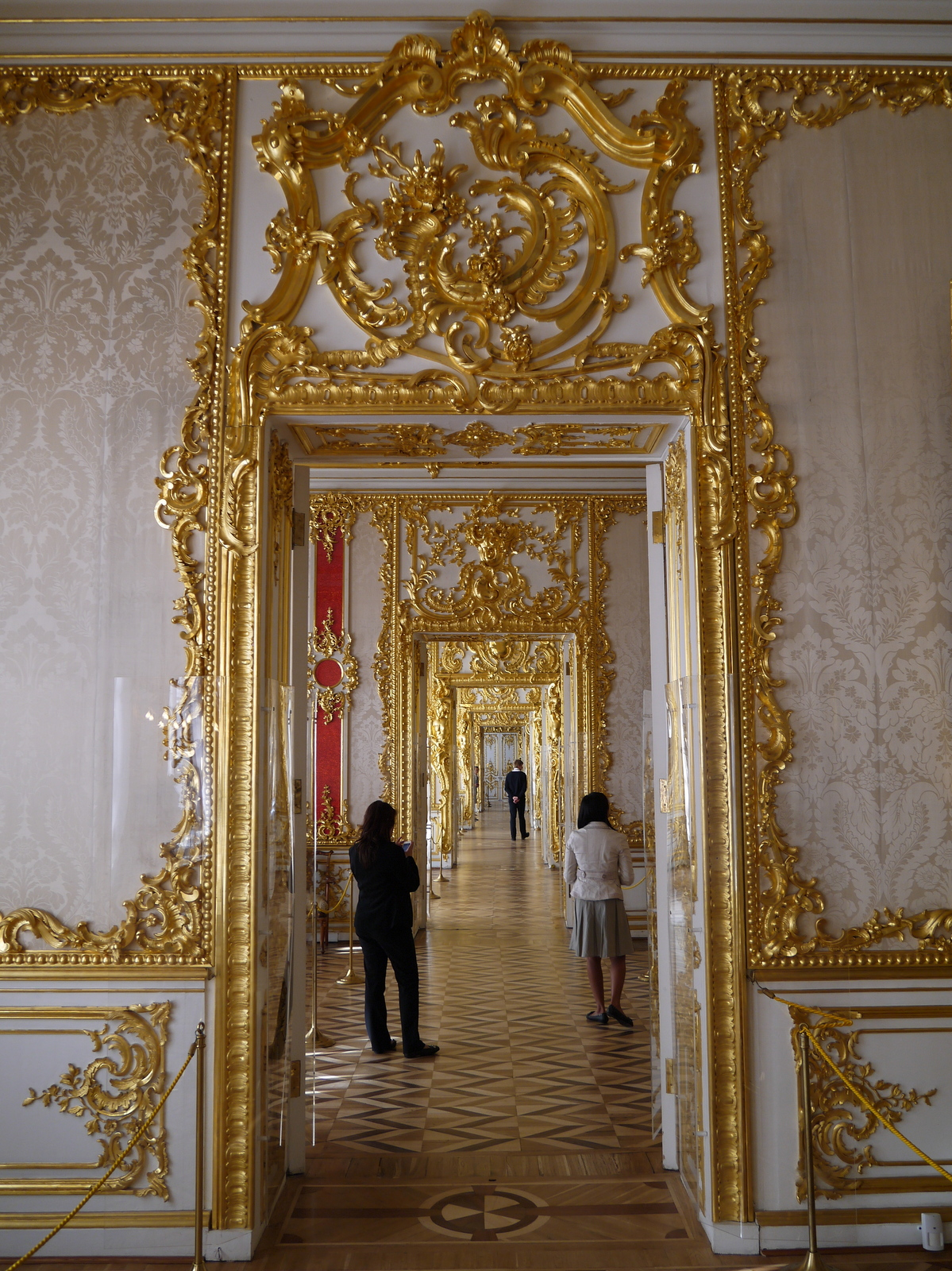
Amfilada, Pałac Katarzyny w Carskim Siole

Amfilada (fr. enfilade) – szereg pomieszczeń (pokoi, sal) połączonych ze sobą drzwiami umieszczonymi w jednej linii.
Takie ustawienie wewnątrz budynku, przy otwartych drzwiach, stwarza perspektywę widokową. Na krańcach traktu pokoi reprezentacyjnych umieszczano często dodatkowo okna. 
 Efektowne rozwiązanie stosowane w okresie renesansu, baroku, klasycyzmu w kształtowaniu wnętrz pałacowych oraz dworów. W Polsce stosowana od XVII wieku. W okresie XIX i początków XX w. rozwiązanie to stosowano także przy budowie miejskich kamienic.

Regułę amfiladowego łączenia pokoi sformułował Andrea Palladio w połowie XVI wieku.

Rzut budynku. Linie amfilad w kolorze czerwonym